# Straßenbahn Craiova
Die Straßenbahn Craiova ist das Straßenbahnsystem in der rumänischen Stadt Craiova. Craiova liegt im Süden Rumäniens und hat etwa 300 000 Einwohner.
Die Straßenbahn in Craiova gehört zu den neueren Straßenbahnnetzen in Rumänien und ist seit dem 24. September 1987 in Betrieb. Die einzige Strecke ist 16 Kilometer lang und normalspurig, wobei derzeit nur 12 Kilometer befahren werden. Sie verbindet die Industriegebiete östlich der Stadt über die Innenstadt mit den nordwestlichen Industriegebieten. Der Bahnhof Craiova wird dabei nicht berührt.
Die seit den 1990er Jahren sinkende Einwohnerzahl Craiovas sorgte auch bei der Straßenbahn für zurückgehende Fahrgastzahlen. Der zu den Anfangsjahren sehr dichte Straßenbahnverkehr wurde daher stetig weiter ausgedünnt, insbesondere die Fahrten in die Industriegebiete wurden deutlich reduziert.
Nach umfangreichen Modernisierungsarbeiten und der Beschaffung neuer Fahrzeuge, ist die Zukunft der Straßenbahn gesichert. Jedoch wird die Linie 102 zwischen den Haltestellen Termo Buclă und CLF auf unabsehbare Zeit durch Busse ersetzt, da dieser Abschnitt bisher nicht saniert wurde.
Es verkehren drei Linien, welche jeweils unterschiedliche Abschnitte der Strecke bedienen:
| Linie | Linienweg | Länge   | Halte | Takt HVZ |
| ----- | --- | ------- | ----- | -------- |
| 100   | Han Craiovița ↔ SIF ↔ Piața Centrală ↔ Institut ↔ Pod Electro                                                                                     | 6,7 km  | 12    | 10 min   |
| 101   | CLF ↔ Han Craiovița ↔ SIF ↔ Piața Centrală ↔ Institut ↔ Pod Electro ↔ Ford Buclă                                                                  | 12,6 km | 22    | 60 min   |
| 102   | (Termo Buclă ↔ ) CLF ↔ Han Craiovița ↔ SIF ↔ Piața Centrală ↔ Institut ↔ Pod Electro ↔ Ford Buclă Abschnitt Termo ↔ CLF: Ersatzverkehr mit Bussen | 16,6 km | 27    | 60 min   |

Somit wird auf dem zentralen Abschnitt durch die Innenstadt in dichtem Takt gefahren, während die Außenstrecken in die Industriegebiete deutlich seltener bedient werden.

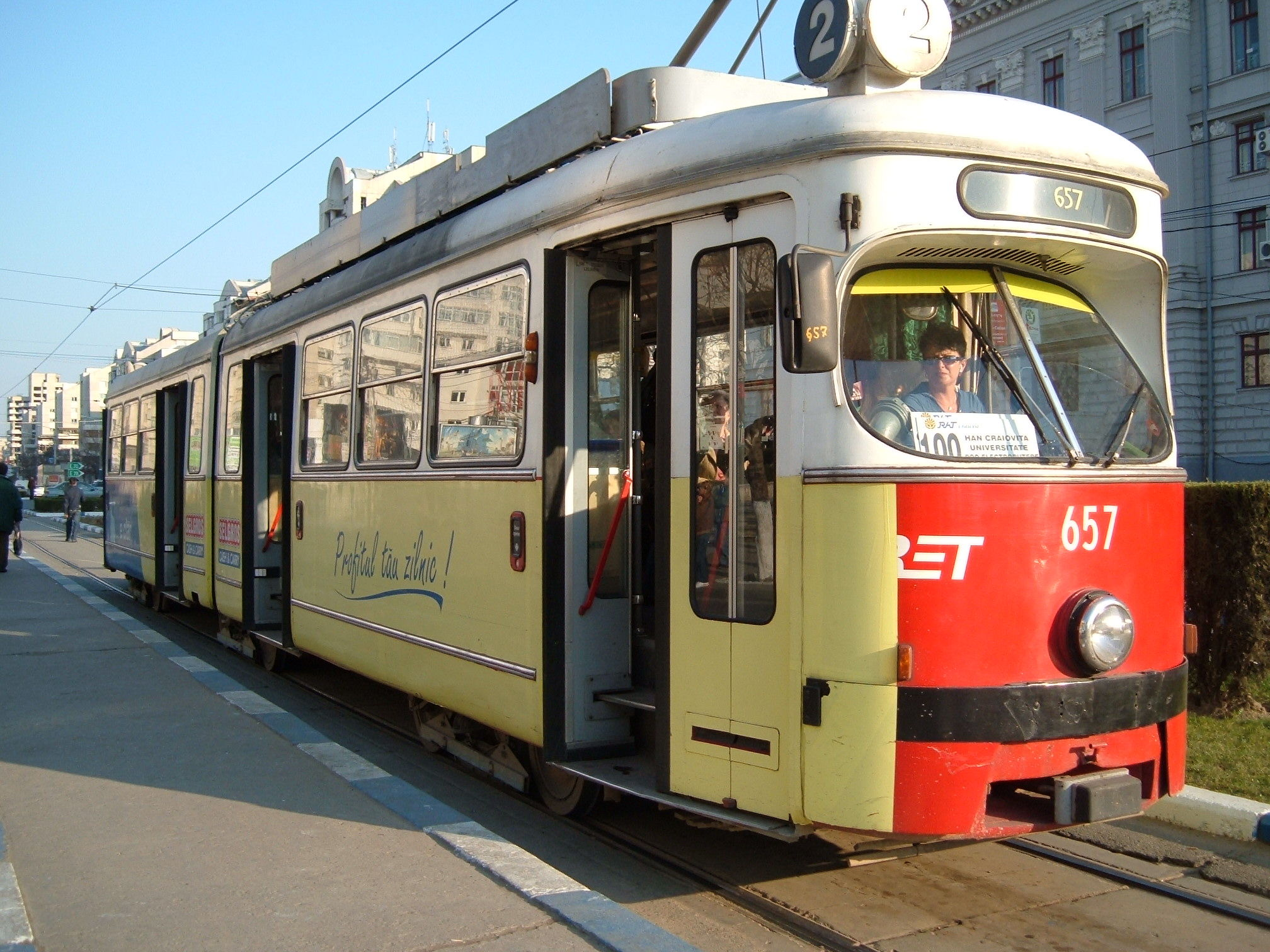
Wagen des Typs E_{1} aus Wien, dann Rotterdam, auf der Linie 100

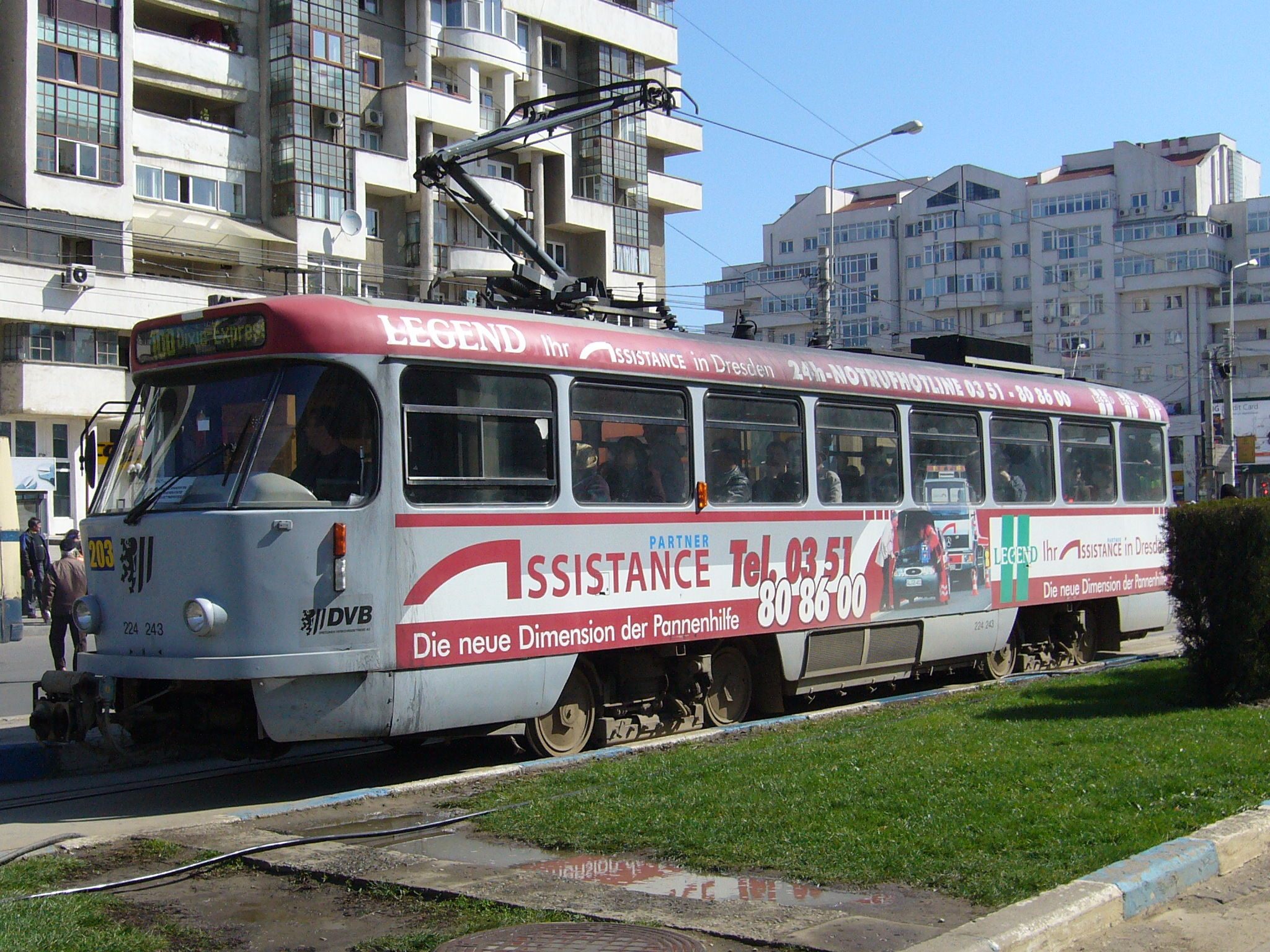
Wagen des Typs Tatra T4 aus Dresden auf der Linie 100

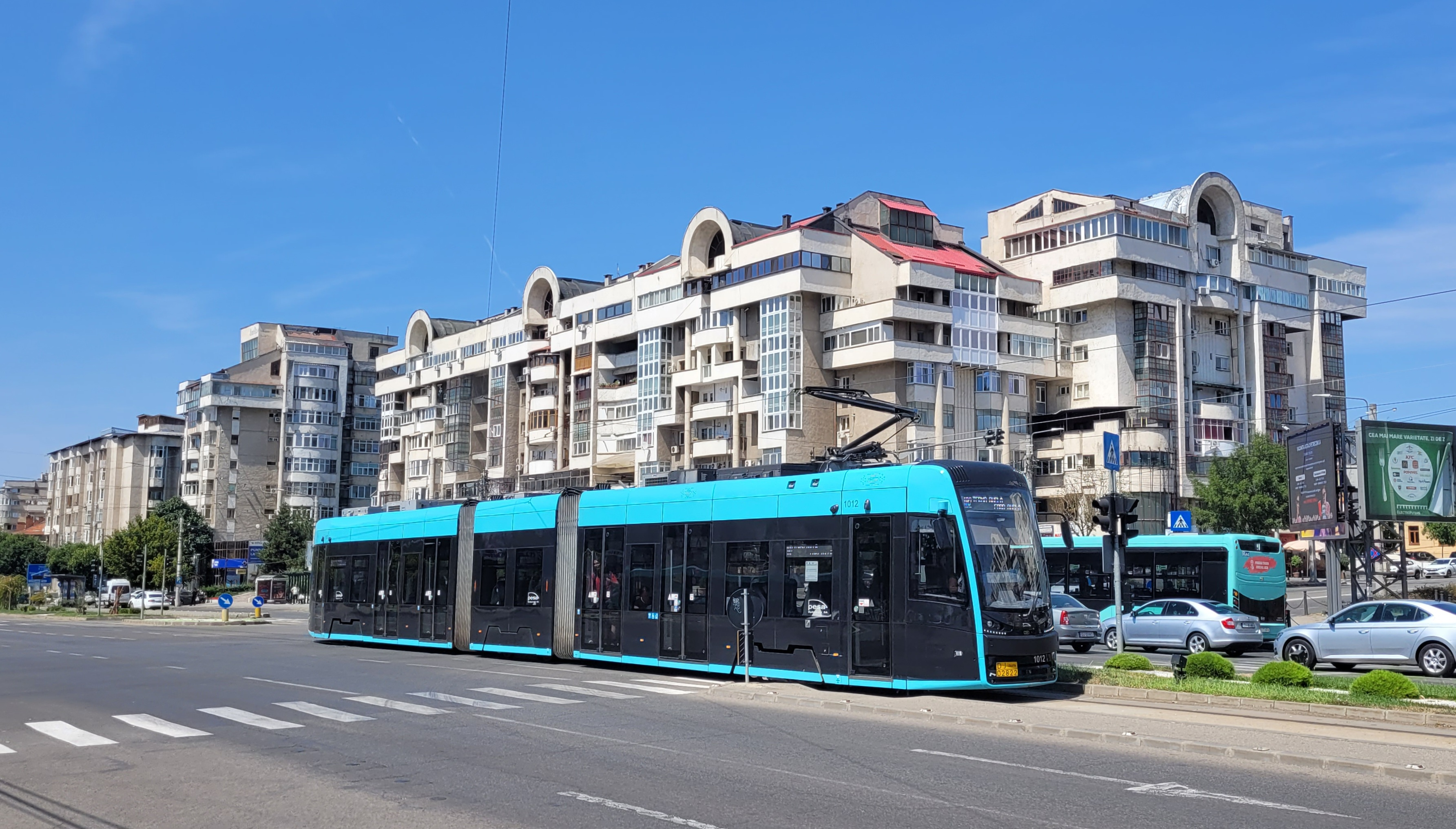
Wagen des Typs Pesa Twist 145N

## Fahrzeuge
Von Beginn an verkehrten in Craiova 49 Straßenbahnen des Typs Timiș 2. Im Jahr 1998 kamen zehn gebrauchte Gelenktriebwagen des Typs Tatra KT4D von der Berliner Straßenbahn nach Craiova. Im Jahr 2001 erhielt Craiova Züge aus Triebwagen und Beiwagen des Typs Tatra T4D von der Leipziger Straßenbahn. Im Jahr 2007 folgten Züge des gleichen Typs aus Dresden. Darüber hinaus erhielt Craiova Züge des Typs M5+m5 von der Münchner Straßenbahn und Gelenktriebwagen Simmering-Graz-Pauker E1, die zuletzt bei der Straßenbahn Rotterdam im Einsatz waren. Seit dem Jahr 2007 sind die Timiș 2-Wagen nicht mehr im Einsatz.
2021 wurden 17 PESA Twist 145N bestellt. Sie wurden 2022 bis 2023 ausgeliefert und haben die Hochflurwagen ersetzt.
Waren im Jahr 2009 noch 49 Wagen verfügbar, so verkehrten 2022 nur noch 16 Garnituren.
| Typ             | Anzahl 2009 | Anzahl 2022 | Anzahl Mai 2023 |
| --------------- | ----------- | ----------- | --------------- |
| Tatra T4D-MT    | 13          | 3           | 2 (abgestellt)  |
| Tatra B4D       | 11          | 0           | 0               |
| SGP E1          | 9           | 7           | 7 (abgestellt)  |
| Tatra KT4D      | 9           | 5           | 5 (abgestellt)  |
| M5+m5           | 7           | 0           | 0               |
| Pesa Twist 145N | 0           | 1           | 17              |